# Thésée (Loir-et-Cher)
Thésée település Franciaországban, Loir-et-Cher megyében. Lakosainak száma 1171 fő (2022. január 1.). Thésée Choussy, Mareuil-sur-Cher, Monthou-sur-Cher, Pouillé és Saint-Romain-sur-Cher községekkel határos.

## Népesség
A település népessége az elmúlt években az alábbi módon változott:
| Lakosok száma | 1117 | 1111 | 1074 | 1238 | 1177 | 1152 | 1132 | 1157 | 1153 | 1171 |
|               | 1968 | 1982 | 1990 | 2006 | 2013 | 2015 | 2017 | 2019 | 2020 | 2022 |